# Xavier Roca Mateo
Xavier Roca Mateo (Barcelona, 19 de gener de 1974) és un exfutbolista català. A les temporades 2006-2008 fou jugador i capità del Centre d'Esports Sabadell. Posteriorment es desplaçà a Nova Zelanda, on va ser jugador de l'Auckland City.
En el seu debut amb l'Auckland City va patir una greu lesió al genoll.
La temporada següent tornà a Catalunya i s'incorporà a l'àrea esportiva del CE Sabadell. Uns dies després anuncià el seu fitxatge pel CE Europa. Així que actualment realitza les dues activitats.

## Palmarès
- Lliga de Campions de l'OFC (1): 2008-09.
- Campionat de Futbol de Nova Zelanda (1): 2008-09.